# Biecz
Biecz là một thị trấn thuộc huyện Gorlicki, tỉnh Małopolskie ở nam Ba Lan. Thị trấn có diện tích 17 km². Đến ngày 1 tháng 1 năm 2011, dân số của thị trấn là 4573 người và mật độ 258 người/km².